# Апостольский нунций на Мадагаскаре
Апостольский нунций в Республике Мадагаскар — дипломатический представитель Святого Престола на Мадагаскаре. Данный дипломатический пост занимает церковно-дипломатический представитель Ватикана в ранге посла. Апостольская нунциатура на Мадагаскаре была учреждена на постоянной основе 9 января 1967 года. Её резиденция находится в Антананариву.
В настоящее время Апостольским нунцием на Мадагаскаре является архиепископ Томаш Грыса, назначенный Папой Франциском 27 сентября 2022 года.

## История
Апостольская делегатура на островах Мадагаскара была создана 3 мая 1960 года, бреве «Quemadmodum Apostolici » папы римского Иоанна XXIII: её юрисдикция распространялась над Коморскими островами и островом Реюньон. 
Апостольская нунциатура на Мадагаскаре была учреждена 9 января 1967 года, бреве «Públicas Officiorum» Папы Павла VI. Резиденцией апостольского нунция на Мадагаскаре является Антананариву — столица Мадагаскара. Апостольский нунций на Мадагаскаре, по совместительству, исполняет функции апостольского нунция на Маврикии, Сейшельских Островах и апостольского делегата на Коморских островах. Он также является апостольским делегатом французского острова Реюньон.

## Апостольские нунции на Мадагаскаре

### Апостольский делегат
- Феличе Пироцци, титулярный архиепископ Грацианы — (23 сентября 1960 — 10 мая 1976 — назначен апостольским нунцием в Венесуэле).

### Апостольские пронунции
- Паоло Москони, титулярный архиепископ Легеса — (9 ноября 1967 — 1969  — назначен официалом Римской курии);
- Микеле Чеккини, титулярный архиепископ Аквилеи — (26 февраля 1969 — 18 июня 1976 — назначен апостольским пронунцием в Югославии);
- Серджо Себастиани, титулярный архиепископ Кесарии Мавританской — (27 сентября 1976 — 8 января 1985 — назначен апостольским нунцием в Турции);
- Агостино Маркетто, титулярный архиепископ Астиги — (31 августа 1985 — 7 декабря 1990 — назначен апостольским пронунцием в Танзании);
- Бласку Франсишку Колласу, титулярный архиепископ Оттавы — (28 февраля 1991 — 13 апреля 1996 — назначен апостольским нунцием в Болгарии).

### Апостольские нунции
- Адриано Бернардини, титулярный архиепископ Фалери — (15 июня 1996 — 24 июля 1999 — апостольским нунцием в Таиланде, Сингапуре и Камбодже, апостольский делегат в Брунее, Лаосе, Малайзии и Мьянме);
- Бруно Музаро, титулярный архиепископ Абари — (25 сентября 1999 — 10 февраля 2004 — назначен апостольским нунцием в Гватемале);
- Августин Касуйя, титулярный архиепископ Кесарии Нумидийской — (22 февраля 2004 — 2 февраля 2010 — назначен апостольским нунцием в Нигерии);
- Юджин Мартин Наджент, титулярный архиепископ Домнах Сехнайлский — (13 февраля 2010 — 10 января 2015 — назначен апостольским нунцием на Гаити);
- Паоло Рокко Гуальтьери, титулярный архиепископ Сагоне — (13 апреля 2015 — 6 августа 2022 — назначен апостольским нунцием в Перу);
- Томаш Грыса, титулярный архиепископ Сагоне — (27 сентября 2022 — по настоящее время).